# Ауст
Ау́ст (фр. Aouste) — коммуна во Франции, находится в регионе Шампань — Арденны. Департамент — Арденны. Входит в состав кантона Рюминьи. Округ коммуны — Шарлевиль-Мезьер.
Код INSEE коммуны — 08016.
Коммуна расположена приблизительно в 180 км к северо-востоку от Парижа, в 95 км севернее Шалон-ан-Шампани, в 29 км к западу от Шарлевиль-Мезьера.

## Население
Население коммуны на 2008 год составляло 202 человека.
| 1962 | 1968 | 1975 | 1982 | 1990 | 1999 | 2008 |
| ---- | ---- | ---- | ---- | ---- | ---- | ---- |
| 332  | 292  | 264  | 268  | 203  | 208  | 202  |

## Экономика
В 2007 году среди 121 человека в трудоспособном возрасте (15—64 лет) 82 были экономически активными, 39 — неактивными (показатель активности — 67,8 %, в 1999 году было 64,0 %). Из 82 активных работали 73 человека (45 мужчин и 28 женщин), безработных было 9 (7 мужчин и 2 женщины). Среди 39 неактивных 5 человек были учениками или студентами, 14 — пенсионерами, 20 были неактивными по другим причинам.

## Достопримечательности
- Церковь Сен-Реми[фр.] (XV век) — укреплённая церковь (веркирхе). Исторический памятник с 1922 года.[5]

## Фотогалерея

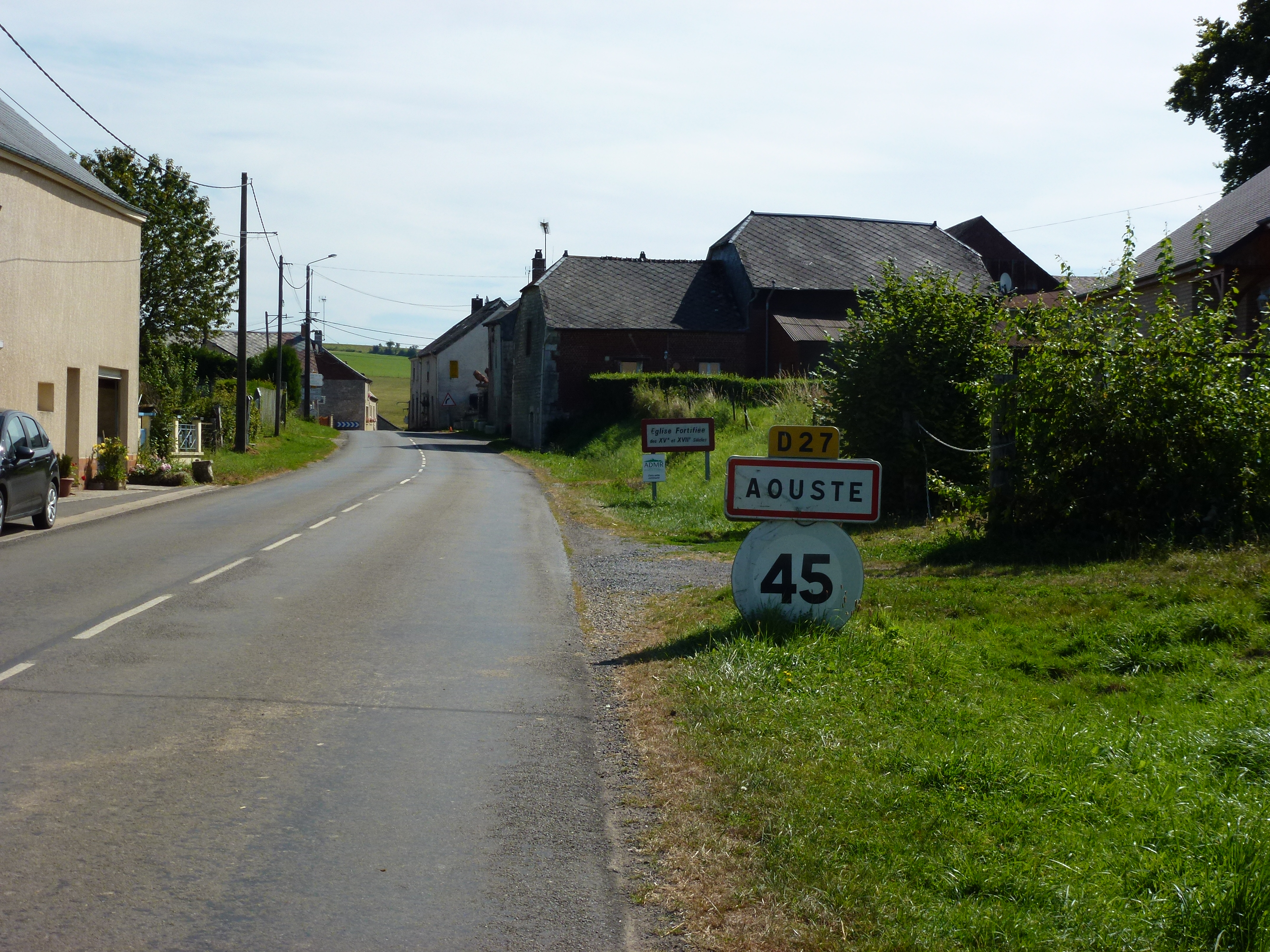
Ограничение скорости в Аусте
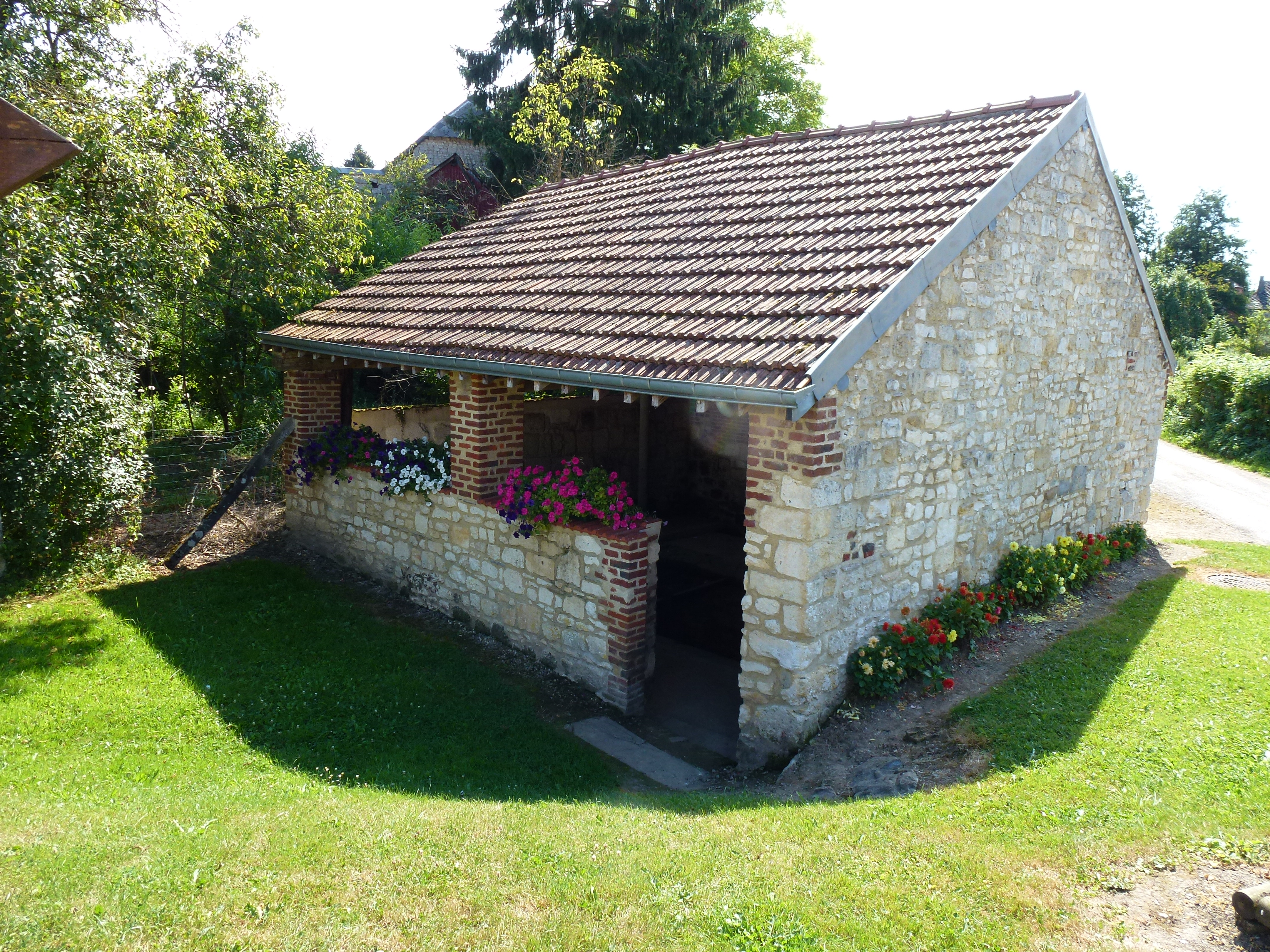
Старая мойка
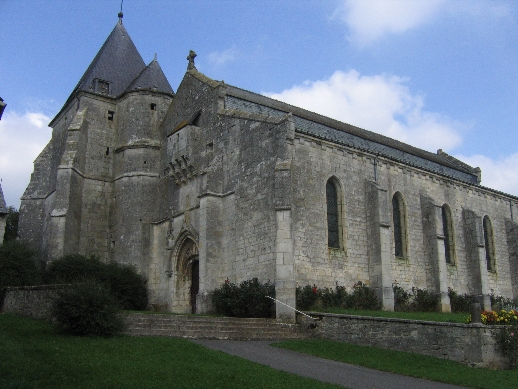
Церковь Сен-Реми
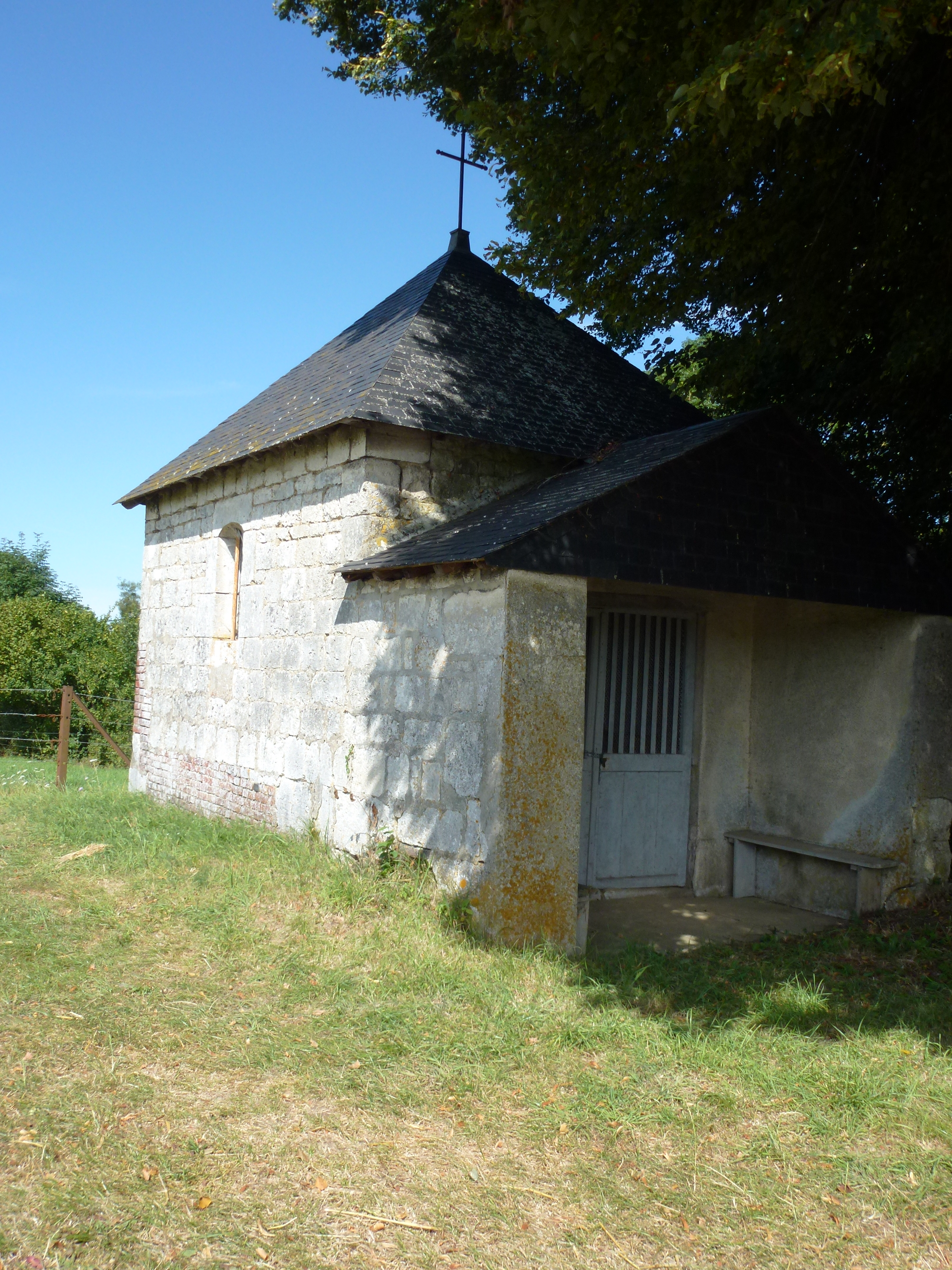
Часовня Сент-Филомен
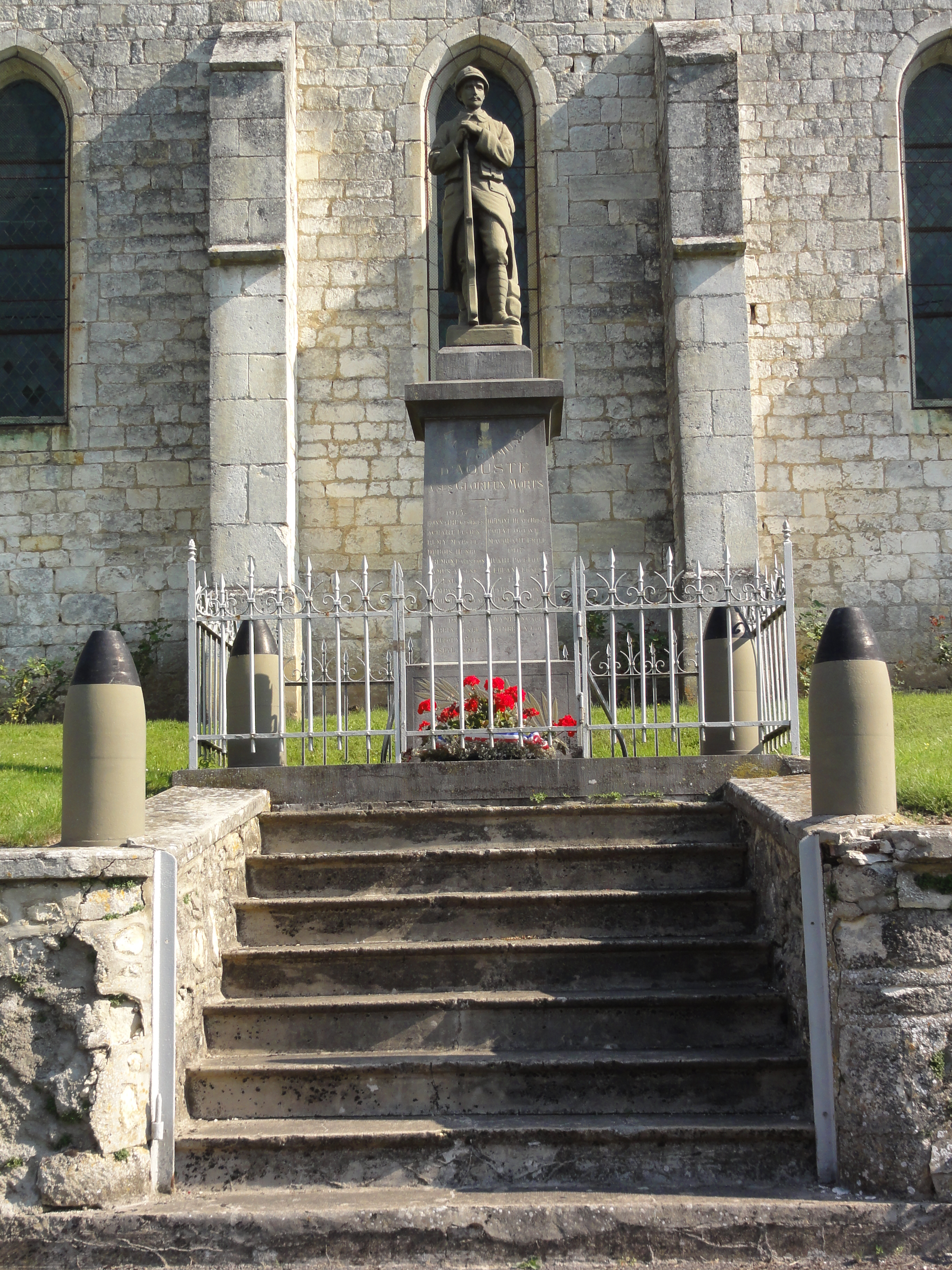
Памятник погибшим в Первой мировой войне